# L'Amie prodigieuse (série télévisée)
Pour l’article homonyme, voir L'Amie prodigieuse.
L’Amie prodigieuse (L'amica geniale) est une série télévisée italo-américaine, créée par Saverio Costanzo et diffusée depuis le 27 novembre 2018. Il s'agit de l'adaptation de la série de romans homonyme d'Elena Ferrante (2011). Les quatre saisons offrent un total de trente-quatre épisodes.
Les deux premiers épisodes sont sélectionnés et présentés en avant-première le 1er novembre 2018 à la Mostra de Venise.
En France, elle est diffusée depuis le 13 décembre 2018 sur Canal+, puis rediffusée sur France 2 dès le 1er juillet 2020 (saison 1 en inédit et en rediffusion, saison 2 en inédit) et sur France 3 (saison 2 en rediffusion depuis le 23 juin 2023 en fin de soirée, saison 3 en inédit à partir du 27 juillet 2023 en première partie de soirée). Au Québec, la série est proposée depuis le 27 décembre 2018 sur le Club Illico, et en Belgique sur Be Séries.
Ce feuilleton, filmé principalement en napolitain et en italien, est produit par les sociétés italiennes Wildside (it) et Fandango pour la Rai, HBO et TIMvision, et distribué à l'étranger par FreemantleMedia.

## Synopsis
La série est fidèle à la saga des romans napolitains de Ferrante : l'histoire de l'amitié qui se poursuit tout au long de leur vie adulte entre deux petites filles qui grandissent dans un quartier pauvre et violent de Naples dans les années 1950, où les commérages vont bon train et où la mafia règne.

## Distribution
- Margherita Mazzucco (VF : Fanny Bloc) : Elena « Lenù » Greco[8]
  - Elisa Del Genio : Lenù enfant[8]
- Gaia Girace (VF : Zina Khakhoulia) : Raffaella « Lila » Cerullo[8]
  - Ludovica Nasti : Lila enfant[8]
- Anna Rita Vitolo (VF : Armelle Gallaud) : Immacolata Greco, mère d'Elena
- Luca Gallone (VF : Arnaud Arbessier) : Vittorio Greco, père d'Elena
- Imma Villa (VF : Marie Bouvier) : Manuela Solara, femme de Silvio
- Antonio Milo (VF : Mathieu Buscatto) : Silvio Solara
- Alessio Gallo (VF : Mathias Timsit) : Michele Solara, le fils de Silvio et Manuela
- Valentina Acca (VF : Pamela Ravassard) : Nunzia Cerullo, la mère de Lila
- Antonio Buonanno (VF : Florian Wormser) : Fernando Cerullo, le père de Lila
- Dora Romano (VF : Catherine Davenier) : Miss Oliviero, professeur à l'école élémentaire
- Nunzia Schiano (VF : Anne Plumet) : Nella Incardo
- Giovanni Amura (VF : Clément Moreau) : Stefano Carracci
- Gennaro De Stefano (VF : Hugo Brunswick) : Rino Cerullo
- Francesco Serpico (VF : Julien Crampon) : Nino Sarratore
- Federica Sollazzo (VF : Ana Piévic) : Pinuccia Carracci
- Anna Redi (d) : Mme Galiani, professeur de grec et latin au lycée
- Clotilde Sabatino : Mme Galiani, professeur de grec et latin au lycée
- Ulrike Migliaresi (VF : Julia Boutteville) : Ada Cappuccio
- Christian Giroso (VF : Pascal Nowak) : Antonio Cappuccio
- Eduardo Scarpetta (VF : François Santucci) : Pasquale Peluso
- Giovanni Buselli (VF : Glen Hervé) : Enzo Scanno
- Giovanni Cannata : Armando Galiani
- Francesco Russo (VF : Erwan Tostain) : Bruno Soccavo
- Bruno Orlando : Franco Mari
- Daria Deflorian : Adele Airota
- Matteo Cecchi (VF : Christophe Desmottes) : Pietro Airota
- Matteo Castaldo et Daniele Cacciatore : Peppe Greco
- Raffaele Nocerino et Davide De Lucia : Gianni Greco
- Cristina Fraticola et Gaia Buongiovanni : Elisa Greco
- Sarah Falanga (VF : Laurence Charpentier) : Maria Carracci
- Fabrizio Cottone (VF : Enzo Ratsito) : Alfonso Carracci
- Daniel Campagna et Giuseppe Cortese : Gennaro Carracci
- Lia Zinno (VF : Chantal Baroin) : Giuseppina Peluso
- Francesca Pezzella (VF : Clara Soares) : Carmela Peluso
- Pina Di Gennaro (VF : Emmanuelle Rivière) : Melina Cappuccio
- Emanuele Valenti (VF : Roland Timsit) : Donato Sarratore
- Fabrizia Sacchi (VF : Brigitte Berges) : Lidia Sarratore
- Miriam D'Angelo (VF : Marie Facundo) : Marisa Sarratore
- Catello Buonomo : Pino Sarratore
- Federica Barbuto : Clelia Sarratore
- Mattia Iapigio : Ciro Sarratore
- Elvis Esposito (VF : Fred Colas) : Marcello Solara
- Mimmo Ruggiero : M. Spagnuolo
- Patrizia Di Martino (VF : Cléo Anton) : Rosa Spagnuolo
- Rosaria Langellotto (VF : Kaycie Chase) : Gigliola Spagnuolo
- Valentina Arena (VF : Sophie Chenko) : Jolanda
- Riccardo Palmieri : Gino
- Giorgia Gargano : Nadia Galiani
- Enrico D'Errico : Pier Paolo Pasolini
- Giustiniano Alpi : Rolando Berti
- Alessandro Bertoncini : Carlo Fortini
- Francesco Saggiomo : Dino Cerullo
- Ilaria Zanotti (VF : Emmanuelle Bodin) : Giulia Cristaldi
- Maria Rosaria Bozzon : Titina
- Giulia Mazzarino : Maria Rosa Airota
- Maurizio Tabani : Professeur Tarratano
- Gabriele Vacis : Guido Airota
- Alba Rohrwacher (VF : Anne Dolan) : la narratrice et Lenù Greco à 40-50 ans (elle apparaît en reflet dans le miroir des toilettes de l’avion, à la toute fin du dernier épisode de la troisième saison, préfigurant son apparition dans la quatrième et dernière saison[9]).

## Production

### Développement
Basés sur le best-seller d'Elena Ferrante, L’amica geniale (en français, L'Amie prodigieuse), les deux premiers épisodes  sont présentés à la 75e  édition de la Mostra de Venise en 2018. La totalité de la première saison  paraît sur  HBO le 18 novembre 2018 et sur la  Rai 1 et TIMvision le 27.
Le 4 décembre 2018, la Rai et HBO renouvellent la série pour une deuxième saison, basée sur le roman Storia del nuovo cognome (en français, Le Nouveau Nom).
Une troisième saison, basée sur le roman Storia di chi fugge e di chi resta (en français, Celle qui fuit et celle qui reste), est commandée le 30 avril 2020.
Une quatrième et ultime saison, confirmée par HBO, basée sur le roman  La bambina perduta (en français, La Fille perdue) est prévue en 2024 avec de nouveaux comédiens incarnant les protagonistes plus âgés. Lila sera interprétée par Irene Maiorino et Lenú sera incarnée par Alba Rohrwacher...

### Distribution des rôles
La distribution a pris presque un an et environ cinq mille candidats se sont présentés[réf. nécessaire]. Les deux rôles principaux, ceux d'Elena Greco et de Raffaella Cerullo, enfants et adultes, sont tenus par quatre actrices débutantes, comme l'a souhaité Elena Ferrante. Les personnages principaux parlent principalement napolitain et italien.

### Tournage
Les huit épisodes de la première saison sont tournés dans la périphérie de Caserte, où le quartier Luzzatti est reconstitué dans une zone industrielle abandonnée, ainsi que dans l'île d'Ischia et à Naples.

### Fiche technique
Sauf indication contraire, les informations mentionnées dans cette section peuvent être confirmées par la base de données cinématographiques IMDb,  présente dans la section « Liens externes ».
- Titre original : L'amica geniale
- Titre français : L’Amie prodigieuse
- Création : Saverio Costanzo
- Casting : Sara Casani, Laura Muccino et Florinda Martucciello
- Réalisation : Saverio Costanzo (saisons 1 et 2) ; Alice Rohrwacher (saison 2, épisodes 4 et 5) ; Daniele Luchetti, saison 3
- Scénario : Saverio Costanzo, Elena Ferrante, Laura Paolucci, Francesco Piccolo et Mirko Cetrangolo
- Musique : Max Richter
- Direction artistique : Silvio Di Monaco
- Décors : Giancarlo Basili
- Costumes : Antonella Cannarozzi
- Photographie : Fabio Cianchetti, Ivan Casalgrandi et Hélène Louvart
- Son : n/a
- Montage : Francesca Calvelli et Carlotta Cristiani
- Production : Laura Paolucci, Sara Polese, Nadia Khamlichi, Martin Metz, Adrian Politowski, Luigi Mariniello et Francesco Nardella

Coproduction : Beata Saboova et Roberta Trovato
Production déléguée : Mario Gianani, Lorenzo Mieli, Domenico Procacci, Jennifer Schuur, Paolo Sorrentino, Guido De Laurentiis et Elena Recchia
- Sociétés de production : Wildside (it), Fandango, Umedia, The Apartment et Mowe
- Sociétés de distribution : Fremantle et Rai
- Pays de production :  Italie /  États-Unis
- Langues d'origine : napolitain et italien
- Format : couleur
- Genre : Drame initiatique
- Durée : 53–64 minutes
- Dates de première diffusion :
  - Italie : 1er novembre 2018 (avant-première à la Mostra de Venise[2] ; 27 novembre 2018 sur Rai
  - États-Unis : 18 novembre 2018 sur HBO
  - Italie : 27 novembre 2018 sur Rai
  - France : 13 décembre 2018 sur Canal+
  - Québec : 27 décembre 2018 sur Club Illico

## Épisodes

### Première saison (2018)
1. Les Poupées (Le bambole / The Dolls)
2. L'Argent (I soldi / The Money)
3. Les Métamorphoses (Le metamorfosi / The Metamorphoses)
4. La Délimitation (La smarginatura / Dissolving Margins)
5. Les Chaussures (Le scarpe / The Shoes)
6. L'Île (L'Isola / The Island)
7. Les Fiancés (I fidanzati / The Fiancés)
8. La Promesse (La promessa / The Promise)

#### Chapitre 1 - Les Poupées
La narratrice, depuis son appartement rempli de bibliothèques aux rayons remplis de livres, reçoit un coup de fil d'un dénommé Rino annonçant la disparition de sa mère Lila qui est son amie depuis toujours. Depuis leur plus tendre enfance, les deux femmes ont créé un lien d’amitié indéfectible. Elena, désormais sexagénaire, décide de raconter l’histoire de leur vie. Celle-ci se déroule dans un quartier pauvre de la ville de Naples, le rione Luzzatti, à la fin des années 1950.
Lila Cerullo est une petite fille très intelligente, mais rebelle. Par sa différence, elle est rejetée par ses camarades. Un jour, en classe, elle démontre des capacités exceptionnelles : elle a appris à lire et écrire seule alors que les autres enfants de sa classe en sont encore à remplir des pages de bâtons. Intriguée par sa personnalité et ses connaissances, Elena, à partir de ce jour, se met en tête de devenir son amie coûte que coûte. Un jour, pour tester Elena, après l'échange de leurs poupées de chiffon, Lila décide de jeter la poupée d'Elena par les grilles de la cave du plus redouté de tous les habitants du quartier, vu comme un ogre : le mafieux Don Achille. En réponse, et afin de s’affirmer, Elena en fait de même. Après être descendues toutes les deux dans la cave, et avoir tenté en vain de les récupérer, Lila imagine alors un plan : elles décident d’affronter Don Achille. Elles l’accusent d’avoir volé leurs poupées. Cette imagination, tout droit venue de la bouillonnante Lila, portera ses fruits, puisque admirant leur courage, Don Achille finit par leur donner un billet pour qu’elles aillent se racheter une poupée chacune.

#### Chapitre 2 - L'Argent
Avec l'argent du mafieux Don Achille qu'elles ont caché longtemps dans une ruine, Elena et Lila achètent le livre Les Quatre Filles du docteur March. Lila imagine alors un plan : apprendre à écrire et écrire un roman pour devenir riche comme Louisa May Alcott. Alors que leur scolarité vient à peine de débuter, elles obtiennent d’excellentes notes. Mme Oliveiro, leur institutrice, souhaite les voir passer le concours d’entrée au collège. Cependant, leurs destinées restent ancrées dans leurs origines familiales. Les deux fillettes se voient très vite confrontées à la réalité de leur temps et de leur quartier. Dans la famille d'Elena, le père convainc sa femme, après de multiples négociations, de laisser leur fille étudier à condition qu’elle soit la meilleure de tout le quartier. Dans la famille Cerullo, les parents de Lila ne sont pas aussi compréhensifs. Ce n'est pas tant une question d'impossibilité financière, mais de l'entêtement. En réalité, le père de Lila refuse d'en faire une possibilité : envoyer Lila au collège reviendrait à admettre que son propre enfant pourrait être plus intelligent, meilleur que lui. Ce sera le point de départ des deux chemins divergents entre les deux filles. Leur monde devient étrangement plus petit et leurs destinées s'affirment bien différentes.  Lila, blessée par un accès de colère de son père, reste préparer son examen seule chez elle, rédige un « livre », la Fée bleue, qu'elle soumet à l'appréciation d'Elena.  Enchantée par le texte, celle-ci l'apporte lors d'un de ses cours particuliers à sa maîtresse qui n'y porte pas attention.
Le quartier est alors secoué par le meurtre de Don Achille. Alfredo Peluso, ancien menuisier devenu un peu paranoïaque, sera accusé du crime et emmené en prison par les carabiniers sous le regard amusé de Manuela Solara depuis sa boutique. Même si Lila explique en détail l'affaire à Elena, ceux-ci semblent bien sortis de son imagination et montrent une preuve de plus de son imagination débordante.
Elena réussit ses examens, celui de fin de primaire et celui d'entrée au collège, les deux avec la note maximum. Ce n'est pas le cas de Lila qui réussit moins bien l'examen de fin d'école primaire.

#### Chapitre 3 - Les Métamorphoses
Pour les filles, la vie d'adolescentes est une compétition pleine de sous-entendus. Elena commence le collège. Pour Lila, ce fait est exaspérant : non seulement son amie la plus chère fréquente le collège qu'elle voulait tant, mais elle fait aussi un bond en avant vers la féminité. Quand Lila reste encore prépubère, le corps d'Elena a pris de l'avance sur celui de Lila : ses seins poussent et elle vient d'avoir ses règles. Chaque fille mène sa propre lutte intérieure pour savoir quelle est sa place dans la foule. Leur amitié subsiste même si une rivalité croissante naît entre elles. Lila passe tout son temps enfermée dans le magasin de son père, où elle travaille avec Carmela. Madame Oliveiro, avec ingérence, convainc les Greco d'envoyer Elena au lycée. Elena découvre peu à peu que son amie lui cache la vérité. Elle continue d’étudier en secret en empruntant des livres à la bibliothèque. Elle étudie le latin et, bien sûr, elle le maîtrise avec une facilité déconcertante. Dans le quartier, depuis la mort de Don Achille, Marcello et Michele Solara, par la stature de leurs parents, continuent d’imposer encore un peu plus leur loi. Ils n’hésitent pas à humilier les moins aisés, comme Ada et Antonio. Au fur et à mesure, le dégoût de Lila pour les Solara est de plus en plus apparent. Lorsqu'ils arrachent le bracelet d'Elena de son poignet, la colère de Lila prend de l'ampleur : sa menace de trancher la gorge de Marcello s'il les touche à nouveau, ne sera pas prise à la légère.

#### Chapitre 4 - La Délimitation
Les années 1950 n'ont pas vraiment été l'âge des lumières de l'égalité des sexes. Tous les hommes qui croisent le chemin d'Elena disent d'elle qu'elle est jolie, mais pas intelligente ou intéressante. Son statut semble n'être que « décoratif » ! Malgré tout, Lila et Elena passent le cap de l'adolescence et glissent vers la féminité. Les parents d'Elena ayant accepté qu’elle continue ses études au lycée, sont tout de même fiers d'elle. La jalousie de Lila se fait une nouvelle fois sentir. Elle trouve encore un moyen de devancer son amie : cette fois en apprenant le grec. Dans la cordonnerie de son père, elle travaille désormais sur une nouvelle paire de chaussures pour homme avec son frère Rino. Elle démontre ainsi de ses qualités créatives et par ce projet cherche à s'enrichir et à quitter le quartier. Lors d'une soirée organisée chez la mère de Gigliola, la tension avec les Solara est à son comble. Ils forcent Pasquale et Antonio à quitter la soirée : Marcello voulant Lila pour lui tout seul. Il en sera de même lors du réveillon du Nouvel An. Il se déroule sous le signe d’une bataille de feux d'artifice enflammés à la testostérone qui se termine par des coups de feu. Une véritable déclaration de guerre entre les deux clans du quartier. La politique est bien présente dans cet épisode. Le pays souhaite favoriser un boom économique, y compris Naples pourtant largement exclu. Des voyous comme les Solara en ont profité et se sont enrichis grâce aux produits du marché noir. Leurs ennemis sont les communistes. Elena est perplexe sur l'opportunité de poursuivre Nino Sarratore, le fils du poète. Elle l'a connu à l'école primaire, il lui avait demandé d'être sa fiancée et a ensuite déménagé avec sa famille déshonorée. Il est réapparu dans sa vie en un bel adolescent.

#### Chapitre 5 - Les Chaussures
Lila reçoit des « déclarations d'amour » aussi différentes qu'impossibles. Éperdument épris de Lila, Marcello se rapproche de son père afin de demander sa main. Elle le déteste et sait que sa proposition est aussi un pot-de-vin, avec la promesse d'une « bague aux trois diamants » et la perspective d'une vie de confort et d'aisance. Marcello suppose que Lila dira oui parce qu'aucune femme ne pourrait dire non. Il prend son refus comme une invitation à continuer. Pasquale est un maçon et un communiste ardent. Un avenir avec lui ressemblerait de façon frappante à la vie de ses parents. L'argent serait rare. Elle ne l'aime pas plus que ses autres amis. Quant à Elena, elle qui sortait avec Gino prend la décision de le quitter. Elle effectue des brillantes études au collège. Cependant, même si le monde d'Elena s'ouvre autour d'elle, cet épisode est toujours basé sur les querelles locales, toujours fatigantes et insignifiantes pour elle. Lila néglige son travail à la cordonnerie, ce qui provoque des tensions. Son père est furieux que Lila ait osé s'opposer à lui, et maintenant, il est terrifié à l'idée que Rino, qui est censé travailler dans son ombre pendant des décennies, puisse apprendre le métier et ensuite poursuivre l'entreprise familiale en réussissant par lui-même. Pourtant, Lila et son frère Rino ont conçu une paire de chaussures très originales. Leur père n'a pas l'intention de les laisser commercialiser ce nouveau produit. Les choix de Lila sont une malédiction pour elle. Elle est assez brillante pour savoir qu'elle pourrait réussir sa vie, si seulement elle en avait l'occasion. Sans la promesse des chaussures, elle n'a pas de voie de sortie de sa condition dans ce quartier.

#### Chapitre 6 - L'Île

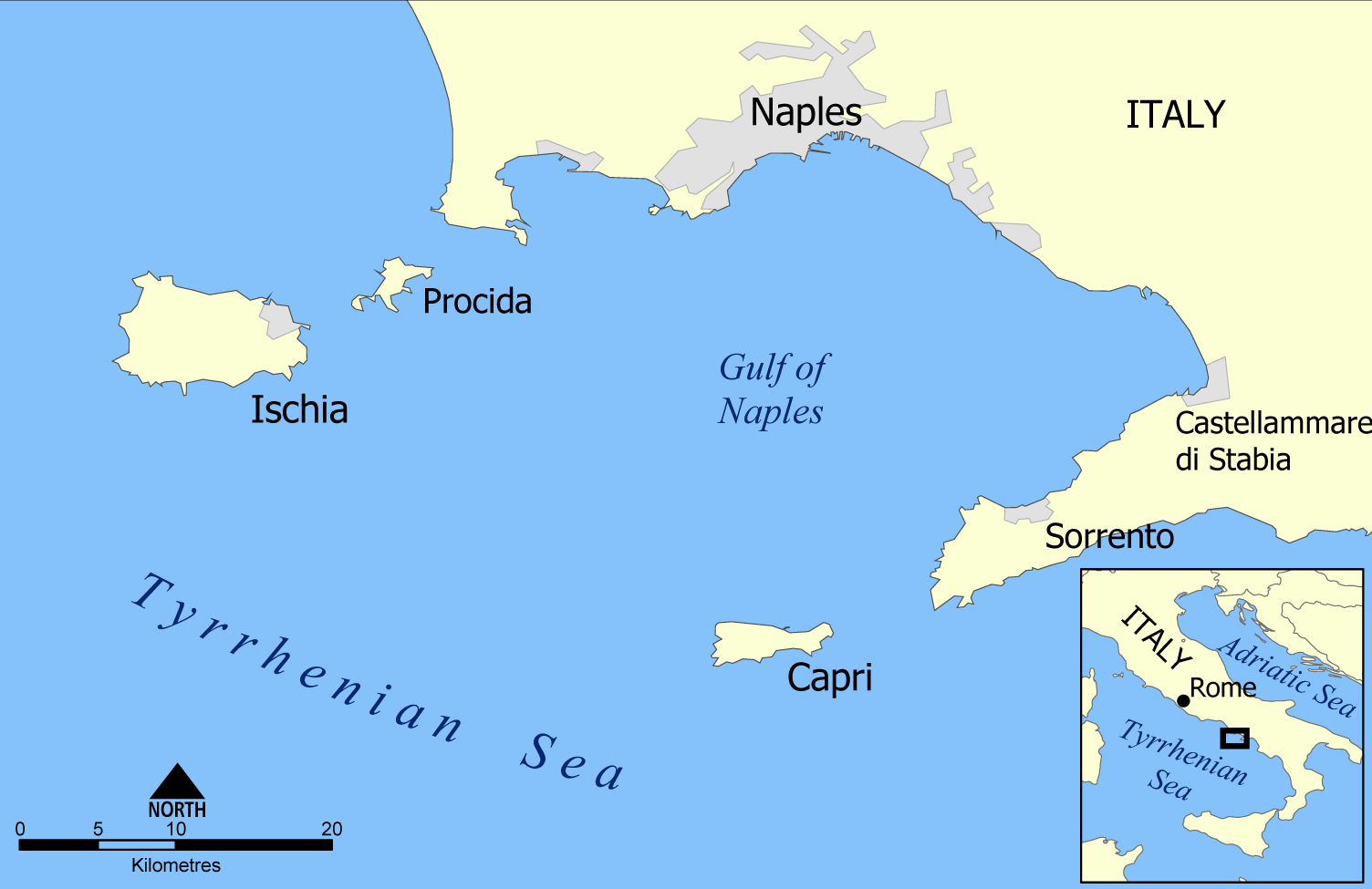
Carte de Naples et d'Ischia.

Madame Oliveiro convainc Elena de se reposer de ses études en allant s'aérer sur l'île d'Ischia pendant les vacances d'été. Dans les années 1950, pour une fille issue de cette catégorie sociale, c'est l'indépendance, l'éloignement de son quartier sordide et des querelles de voisinage, de la présence permanente de sa mère et surtout, du magnétisme de Lila. En échange de services quotidiens, de ménage et de vaisselle, elle est logée   dans une petite pension de famille. Pendant cette période estivale, elle sera seule. Nella, qui l'accueille, lui demande de poser son stylo et d'enfiler son maillot de bain pour la plage proche. Elena s'aventure sur la plage et découvre qu'elle sait nager, ainsi que sa mère le lui avait assuré : elle avait appris quand elle était toute petite. Elle écrit à Lila quotidiennement, inlassablement. Lila ne répondra jamais, mettant Elena dans la position d'une adolescente désespérément sous l'emprise d'une amie qui ne pense à elle que par intermittence. Nella lui apprend que la famille de Nino Sarratore doit venir passer quelques jours dans sa maison familiale. Elle est secrètement amoureuse de Nino, ce qui n'est pas nécessairement réciproque. Elle est aussi admirative de ce garçon intelligent. Elle pourrait tranquillement l'adorer. Cependant, Nino est cassant. Il peut lui rappeler que les pauvres filles de l'arrière-pays de Naples n'obtiennent pas de « promotions sociales » et doivent rester dans leur condition miséreuse. Donato, le père de Nino, est différent de tous les hommes qu'elle connait. C'est un intellectuel et un romantique. Il est attentif, lui disant combien il est fier d'elle pour avoir poursuivi sa scolarité. Il n'est pas surprenant qu'elle l'admire. Lorsque Lila la contacte pour lui confier la pression qu'elle subit de ses parents qui désirent la fiancer à Marcello Solara, elle décide de rentrer à Naples le lendemain. Le soir de son anniversaire, après le diner avec la famille Sarratore, elle part se coucher. Donato au prétexte de boire un verre d'eau, s'approche d'Elena dans son lit, l'aborde d'abord gentiment, mais passe à des attouchements sexuels qui ne font que lui provoquer des larmes et des sensations jusqu'alors inconnues. Elle part au petit matin rentrer chez elle dans une fin de vacances abrupte.

#### Chapitre 7 - Les Fiancés
De retour à Naples, Elena espère confier à Lila la douloureuse expérience de ses vacances d'été. Sa vie, ses émotions tournent autour de Lila, mais aussi de ses propres batailles familiales, ses enchevêtrements romantiques, sa nature provocante, son intellect inexploité. Mais elle découvre que son amie s'est engagée à épouser Stefano Carracci en opposition aux avances de Marcello Solara. Stefano fait tout ce qui est en son pouvoir pour le surpasser. Marcello a pensé aux chaussures Cerullo, alors Stefano finance la transformation de leur magasin en un site de fabrication à part entière où ils peuvent concevoir, construire et vendre leurs propres chaussures. Lila s'engage à épouser Stefano ce qui la rendra riche - ce qu'elle a voulu, avec intensité, depuis sa plus tendre enfance. En outre, le jeune homme signe un partenariat avec Don Fernando afin de développer la cordonnerie et la nouvelle ligne de chaussures Cerullo. Pour Marcello, en apprenant la nouvelle, l'orgueil est primordial. Il entre dans une colère noire et fomente un plan pour se venger de Lila. Lorsqu'elle revient en ville après ses fiançailles, elle doit rappeler à tout le quartier que sa vie antérieure de fille de cordonnier salie est révolue. Elle se promène en ville en décapotable tendance et luxueuse, avec une bague à perle au doigt et des lunettes de soleil sexy. Elena, elle, est en train de régler sa propre confusion romantique. Elle doit faire face à l'ajout de lunettes « disgracieuses » sur son joli et doux visage. Elena, incapable de confier sa douloureuse expérience à son amie, se fiance à Antonio, qu'elle n'aime pas vraiment. Donato Sarratore refait apparition dans le quartier, est entraperçu par Melinda, ce qui ravive son amour tragique. Donato qui a approché d'une manière un peu trop pressante Elena, se voit remettre à sa place par Antonio qui lui rappelle le mal qu'il fait à sa mère.

#### Chapitre 8 - La Promesse
Alors que le mariage de Lila se rapproche, la divergence entre les directions que prennent les vies de Lila et d'Elena s'accentue. Lila est prisonnière des exigences de sa famille, sur son rôle dans l'épicerie, sa robe de mariée, et son attitude. Elle est sous le charme de Stefano. Elle est l'objet de la jalousie de tout le quartier. Autrefois négligée et bafouée par son père pour ses aspirations intellectuelles, elle a aujourd'hui une influence sur le succès du magasin Cerullo. Elena, en revanche, n'est encore qu'une simple élève, qui doit faire face à l'ennui, à l'autorité de son professeur de religion auquel elle s'oppose et qui la menace d'exclusion, elle est sauvée in extremis par l'intervention de Nino qui la croise dans le couloir, alors qu'elle est exclue du cours. Elena se rend compte qu'elle n'est pas amoureuse d'Antonio. Leur relation n'est qu'une façade, donc une imposture à ses yeux. Elle veut rompre leurs fiançailles. Elle se rapproche de Nino Sarratore qui lui propose d'écrire des articles pour le journal du lycée, elle en écrit un qu'elle soumet à Lila qui le reprend et le corrige pour en faire un texte publiable. Au lieu de diviser les deux amies, ces différences les unissent dans une compréhension silencieuse. L'amitié qui les lie se confirme par la déclaration de Lila : « Tu es mon amie prodigieuse », qui lui fait promettre qu'elle ira à l'université puis continuera ses études au-delà. Lila est prête à payer les frais de scolarité d'Elena. Lila est suffisamment intelligente pour savoir ce dont elle manque, et visiblement peinée de savoir que les chances d'Elena d'être reconnue en tant qu'écrivain augmentent alors que les siennes ont disparu. Les préparatifs du mariage de Lila engendrent des tensions. L'événement est en passe d'être annulé. Elena parvient à calmer la situation. Les chaussures de luxe Cerullo ne se vendent pas dans leur quartier pauvre, ce qui contraint Stefano à demander de l'aide aux Solara. La cérémonie de mariage arrive enfin, une journée joyeuse pour Lila et Stefano et pour les invités, dont la plupart ne dîneront ou ne s'habilleront peut-être jamais aussi bien pour le reste de leur vie. Elena est surprise de voir Nino, elle le rejoint à sa table pour apprendre au cours du repas que son texte n'a pas été publié. Vers la fin des festivités, l'arrivée inopinée des Solara malgré la promesse de Stefano qu'ils n'y seraient pas, révèle à Lila l'existence d'un arrangement machiavélique entre les deux familles dirigeant le quartier, elle se sent piégée.

### Deuxième saison (2020)
1. Le Nouveau Nom (Il nuovo cognome / The New Name)
2. Le Corps (Il corpo / The Body)
3. Effacer (Scancellare / Erasure)
4. Le Baiser (Il bacio / The Kiss)
5. La Trahison (Il tradimento / The Betrayal)
6. La Rage (La rabbia / Rage)
7. Les Fantômes (I fantasmi / The Secret Notebooks)
8. La Fée bleue (La fata blu / The Blue Fairy)

- Adaptation : Perrine Dézulier, Fanny Béraud et Sabrina Boyer

#### Chapitre 1 - Le Nouveau Nom
Juste après son mariage avec Stefano Carracci, Lila découvre le vrai caractère de son mari : un homme disposé à se plier face à ceux qui commandent dans le quartier, afin de s’enrichir et d’étendre son activité. Elle apprend, par le propre aveu de Stefano, que son frère et son père ont accepté l’argent des Solara pour ouvrir une nouvelle fabrique de chaussures. Elle se sent trahie. Malgré tout, Lila n’accepte pas la situation et tente de se rebeller, mais son mari la force à subir ses abus sexuels et ses violences domestiques. Elle devient la « signora Carracci » à seulement 16 ans. Dans le même temps, Elena, après avoir pensé à abandonner l’école, change d’idée, encouragée par Nino Sarratore.

#### Chapitre 2 - Le Corps
Stefano cherche à ouvrir une boutique de chaussures dans le centre de Naples, avec l’aide des Solara et sans rien dire à son épouse Lila. Elena, de retour à ses études, apprend qu’Antonio et Enzo Scanno ont reçu la convocation au service militaire. Elena rend visite à Lila qui lui révèle les violences conjugales quotidiennes qu’elle subit et les rapports tendus qu’elle entretient avec son mari. Elena en profite pour demander de l’aide pour empêcher le départ d’Antonio à l'armée. Les deux amies optent pour la seule solution possible et demandent l'aide des Solara. Leur visite à la pâtisserie-bar des Solara provoque une énorme colère de Stefano. De plus, Antonio, se sentant humilié que sa fiancée soit allée demander pour lui, décide de rompre ses fiançailles avec Elena. Enfin, Lila, après une visite médicale, apprend qu’elle est enceinte.

#### Chapitre 3 - Effacer
Les Carracci préparent l’inauguration de la nouvelle charcuterie pendant que Lila travaille sans relâche, sans se soucier de sa grossesse. Cédant à la demande des Solara, Stefano décide d’afficher au mur de la nouvelle boutique de chaussure du centre-ville, la photographie de Lila en robe de mariée, mais elle, avec l’aide de Elena, remanie totalement le portrait avec des coupures de journal. Alors que pour tous, ce portrait passe pour une extravagance, Michele Solara lui adresse de nombreux compliments. Dans un article, Donato Sarratore, parle du tableau avec un ton méprisant. Dans le même temps, Lila fait une fausse couche. Elena est invitée à une fête chez la professoressa Galiani (où elle rencontre Nino et sa fiancée) et demande à Lila de l’accompagner. Mais une fois arrivée, Lila se sent gênée, en réalisant que l’arrêt précoce de ses études l’a éloignée du monde d'Elena, un monde des personnes cultivées. À l’annonce de la grossesse de Pinuccia, un mariage est organisé en hâte et en comité restreint par manque d'argent, Pinuccia se rend chez Elena pour l'inviter. Un matin, Nino Sarratore, rend visite à Elena, puis en bas de chez elle, l’invite à le retrouver sur l'île d'Ischia où il séjournera pour les vacances d’été.

#### Chapitre 4 - Le Baiser
Lors des noces, Lila a une friction avec la famille de l’épouse et des rumeurs courent sur elle selon lesquelles elle serait dotée d’une mystérieuse force négative qui l’empêche de porter la vie. Le médecin conseille à Stefano de faire passer à Lila les mois d’été à la mer, afin d’avoir davantage de chances de tomber enceinte. L’accompagnent sa mère Nunzia et sa belle-sœur Pinuccia, dont la grossesse est avancée. Elena fait en sorte d'aller à Ischia où Nino Sarratore passe ses vacances estivales. Lila accepte de bon gré parce qu’elle veut que son amie l'accompagne. Ainsi Elena, pour l'accompagner, démissionne de son travail à la librairie. Pendant les vacances, les trois jeunes femmes passent de longues journées à la mer, entre jeux, divertissements et amitiés, en compagnie de Nino Sarratore et de son ami Bruno Soccavo. Ce dernier, fils d’un entrepreneur napolitain, noue rapidement un rapport de sympathie avec Pinuccia. Cette dernière le lui rend, et, craignant d’en souffrir et de mettre en péril son mariage, elle décide de rentrer à Naples. Lila, reprend la lecture qu'elle a abandonnée depuis de nombreuses années, afin d'attirer l'attention de Nino. Au cours d'une baignade, Lila et Nino s’éloignent de la vue d'Elena. Lila lui apprendra que Nino l'a embrassée et qu'elle l'a repoussé, car mariée, alors qu'il lui avoue l'aimer depuis leur compétition à l'école primaire, bien avant sa rencontre avec Stefano.

#### Chapitre 5 - La Trahison
Nino, le lendemain, sur la plage, raconte à Elena son baiser à Lila et la suite de leurs échanges. Lila, au logis, conseille à Elena de ne plus le fréquenter, de se méfier de lui. Lors d'une sortie en ville manger des glaces tous ensemble, alors qu'ils se sont éclipsés, Elena les découvre enlacés dans l'arrière-boutique. La suite montre que Lila est tombée amoureuse de Nino, au grand désarroi d'Elena qui avait toujours caché à son amie son amour pour lui. Nino décide de quitter Nadia sur l'injonction de Lila et de lui envoyer la lettre l'annonçant. Lila, de plus en plus éprise de Nino, devient de moins en moins prudente. Ils sortent de l’eau main dans la main et sont vus par Michele Solara et Gigliola, arrivés à Ischia pour un court séjour. Lila invente un mensonge pour sa mère disant être invitée par Mme Oliveiro, l’institutrice, qui organise une fête chez sa cousine et que, comme la soirée se terminera tard, elle y restera dormir. Elle persuade Elena de confirmer son histoire afin qu’elle puisse passer la nuit avec Nino, qui dort chez son ami Bruno Soccavo. Elena se rend seule chez madame Nella, la cousine de madame Oliveiro, où elle retrouve la famille Sarratore. Elle reste avec eux pour le dîner, puis va sur la plage, triste et déprimée. Alors qu’elle est seule avec ses pensées, Donato Sarratore survient. Elle décide d’avoir un rapport sexuel avec lui, précisant immédiatement après le rapport, qu'elle ne veut plus rien avoir affaire à lui.
Le lendemain matin, Elena passe chez Bruno récupérer Lila, et les jeunes femmes rentrent chez elles où elles trouvent Stefano qui, furieux, demande des explications car il a été informé par Gigliola que sa femme marchait main dans la main avec un autre homme. Lila parvient à convaincre Stefano que ce ne sont que des ragots de Gigliola, jalouse parce que Michele Solara voudrait que Lila soit dans le magasin de chaussures et non elle-même. Stefano semble y croire, mais ordonne à tous de plier bagages et, le lendemain, ils repartent pour Naples.

#### Chapitre 6 - La Rage
De retour à Naples, les deux jeunes femmes se perdent de vue. Elena garde une rancune envers Lila, à cause de son histoire d’amour avec Nino. Elle va trouver Pinuccia, qui a accouché peu de temps auparavant. Pinuccia lui apprend que Lila a commencé à travailler au magasin de chaussures. En sortant, elle voit Pasquale, Enzo, et Antonio, qui sont en permission militaire. Les deux premiers sont sereins et participent à la fête du brasier de Sant’Antonio. En revanche, Antonio semble perturbé, et en lui parlant, elle se rend compte qu’il a été libéré prématurément pour désordres mentaux et qu'il est incapable de travailler. Pendant que le feu brûle, Elena voit Carmela du balcon qui crie quelque chose. Avec Pasquale, Antonio et Enzo, ils accourent. Ils entrent dans l’appartement des Peluso, où Giuseppina s’est enfermée dans la salle de bain. Les jeunes enfoncent la porte et trouvent la pauvre femme pendue. Elena, regardant le visage transfiguré de la pauvre signora Peluso, se promet de s’investir dans ses études et réussit brillamment au baccalauréat (esame di maturita). Une enseignante lui propose de passer le concours d’admission à l’École normale supérieure de Pise. Lenù en parle en famille : comme d’habitude, son père la soutient et sa mère est contrariée. Dans un second temps, cette dernière lui confie l’argent que Lenù lui avait donné de ses travaux d’été afin de payer le voyage. Oubliant les rancœurs, Elena va trouver Lila au magasin de chaussures pendant la pause du déjeuner. Elle y trouve Lila et Nino, cachés dans l’arrière-boutique. Ils continuent de se voir et de s’aimer : elle leur apprend son admission à la Normale, suscitant l’intérêt de Nino. Lila, au dîner, affronte Stefano. Elle lui dit qu’elle ne l’aime pas et qu’elle ne veut plus vivre avec lui. Après avoir reçu une claque, elle le menace avec un couteau et réussit à s’enfuir. Après avoir fait sa valise, elle prend l’argent qu’elle avait de côté et s’en va, chose que Stefano découvre au matin avec son alliance sur la table de la cuisine.  Stefano est toujours plus désespéré. Alertées, la famille Cerullo et la famille Carracci se réunissent et personne ne sait où a disparu Lila. Ils supposent qu'elle pourrait être partie à Pise où a déménagé Lenù, Stefano semble le croire et se tranquillise. Michele Solara, inquiet du manque à gagner pour le magasin de chaussures, charge Antonio, désœuvré, de rechercher Lila. Lila et Nino avaient commencé à vivre ensemble, mais leur amour ne résiste pas à leurs divergences. Après une scène, Nino quitte Lila. Antonio, qui les avait retrouvés, suit Nino qui erre sous la pluie et le tabasse dans une rue. Antonio confie la situation à ses amis Enzo et Pasquale en leur apprenant qu'il n'a encore rien rapporté à Michel Solara pour qui il fait de petits boulots, ce qui déçoit ses amis.  Enzo propose d’aller trouver Lila avant Michele Solara. Enzo lui avoue être amoureux d’elle depuis des années. Il persuade Lila de rentrer à la maison chez Stefano. Avant de la laisser, il lui promet que si son mari ne la traite pas bien, ce sera lui qui viendra la récupérer. Lila est bien accueillie par Stefano, qui est encore plus heureux quand elle lui apprend qu’elle est enceinte, mais il se glace quand elle lui dit que l’enfant n’est pas de lui.

#### Chapitre 7 - Les Fantômes
Elena qui a déménagé à Pise, fréquente Franco, un jeune et riche étudiant avec qui elle a une relation. Franco est un esprit insoumis et turbulent qui, après l'échec à un examen, perd sa place à l'École normale et décide de quitter Pise et sa fiancée après trois années d'une relation suivie. Alitée avec une grippe, Lenù reçoit la visite de sa mère. N’ayant rien d’autre à faire, elle lit d’un seul trait le journal que Lila lui a confié la dernière fois qu’elles se sont vues. Dans ces pages, Lila raconte sa vie. Quand elle est rentrée chez Stefano enceinte, elle s’est enfermée dans la maison sans vouloir voir personne jusqu’à l’accouchement. Malgré les protestations de son mari, qui veut appeler l’enfant Achille, Lila impose le prénom Gennaro. Lila devient une mère attentive. Stefano est toujours préoccupé par des questions économiques, il chasse son beau-frère Rino et épargne de ses coups leur petit Dino seulement grâce à l’intervention de Lila. Dans le journal, Lila raconte que Michele Solara lui a proposé de venir vivre avec lui, lui révélant que Stefano, du temps d’Ischia, avait une relation avec Ada, que Lila avait engagée dans l’épicerie. Elle se souvint de ce temps quand Lila lui avait confié la boite de ses confidences, avec l'impératif de ne pas les lire, terrorisée, pour elle et pour son fils, car Stefano fouille régulièrement toutes ses affaires et brûle ses livres. Elle demande de rapporter à Enzo qu’elle a peur que Stefano puisse avoir des réactions brutales et que malgré sa promesse elle n'est pas arrivée à supporter la vie avec lui. Elena, sur le moment, en lisant ce journal, se souvient de nombreux éléments qui l'aident à comprendre beaucoup de choses sur son amie. Après le départ de sa mère, elle finit par jeter la boite aux confidences dans l'Arno.

#### Chapitre 8 - La Fée bleue
Elena se jette dans les études et fait un brillant parcours universitaire. Sans Franco Mari, elle se retrouve seule et surtout a de nouveau peur car elle continue d’être tournée en ridicule pour son accent et ses origines méridionales. Refermée sur elle-même, elle rédige un récit d’un seul jet. Elle rencontre Pietro, un autre jeune et brillant étudiant, lui aussi prochainement diplômé. Pietro est profondément attiré par Elena et un jour, il l’emmène à déjeuner avec sa famille : son père est un nom réputé du monde universitaire et sa mère, une éditrice connue. Le père, le professore Airota, propose d’aider Elena, mais Pietro le remercie, disant que ce n’est pas nécessaire. Continuant studieusement ses études, elle sort diplômée avec la note maximale. Pietro lui offre une bague de fiançailles, révélant ainsi son amour et son désir de l’épouser. Elena lui confie l'unique exemplaire de son manuscrit avant son départ pour Turin et elle rentre à Naples, où son père l’accueille fier à juste titre. Grâce à un paquet arrivé chez elle, Elena apprend que la maitresse, Mme Oliveiro est morte. Elle avait conservé les bulletins brillants d’élémentaire d’Elena et surtout « La fata blu » (La Fée bleue), le récit que Lila avait écrit enfant. Elena, émue, le lit et incrédule, découvre que la maitresse avait été enthousiaste, même si elle ne l’avait jamais montré. Après quelques jours, Pietro, au téléphone, lui apprend que sa mère, qui vient de lire le livre d’Elena, veut le publier.
Elena se met à la recherche de Lila : ainsi, elle trouve Ada, qui lui raconte ce qui est arrivé. Ada, lorsqu'elle se rendit compte qu’elle était enceinte, alla chez Lila pour l’affronter. Leur première rencontre fut orageuse ; lors de la seconde, Ada confia à Lila être enceinte de Stefano et qu’elle voudrait s’installer chez lui avec l’enfant qui allait naître. Enzo, fidèle à la promesse faite, va chercher Lila, qui fait une petite valise, rassemble quelques livres et part avec lui et Gennaro, laissant derrière elle, tous les symboles de la vie privilégiée à laquelle elle avait eu droit en tant que signora Carracci, y compris les robes et les bijoux. Elle laisse son adresse à Ada et ferme la porte de l’appartement derrière elle. Elena se rend à l’adresse, où une voisine attentionnée garde Gennarino, pendant que Lila et Enzo travaillent. Lila travaille à la fabrique de charcuterie Soccavo et Elena va immédiatement la trouver. Elle n’est plus la « signora Carracci », belle, élégante et admirée : c’est une opératrice fiévreuse, blessée et fatiguée. Les deux amies s’étreignent avec l’affection de toujours. Lila est sincèrement heureuse de voir Elena fiancée et de savoir qu’elle allait voir son livre publié (même si elle laisse échapper un commentaire sarcastique). Elena est sincèrement affligée de voir dans quelle situation est Lila, bien qu’elle semble vivre sereine, étudiant les mathématiques après le dîner avec Enzo.
Elena, appelée par la maison d’édition, repart de Naples. À la présentation de son livre à Milan dans une librairie, un lecteur l’attaque sur la partie scabreuse du livre, et au grand étonnement d’Elena, elle est défendue par un autre lecteur qui n'est autre que Nino Sarratore.

### Troisième saison (2022)
Le premier épisode de la troisième saison est diffusé en Italie sur la chaîne Rai 1 le 6 février 2022.
1. Indécence (Sconcezze / Indecencies)
2. La Fièvre (La febbre / The Fever)
3. Le Traitement (La cura / The Treatment)
4. Guerre froide (Guerra fredda / Cold War)
5. La Terreur (Terrore / Terror)
6. Devenir (Diventare / Becoming)
7. Nouvel Essai (Ancora tu / Try Again)
8. Celle qui fuit et celle qui reste (Chi fugge, chi resta / Those Who Leave, Those Who Stay)

#### Chapitre 1 - Indécence
Elena a publié son premier livre et est toujours fiancée à Pietro, un bon parti d'une famille puissante, intellectuelle et de gauche, malgré le fait que la rencontre avec Nino Sarratore ait réveillé en elle son désir ancien. Elle retourne à Naples où elle lit les premières critiques peu enthousiastes du livre, qui la jugent trop excessive et libertine. Elle va à Milan invitée à une conférence, mais annulée, car c'est la période des occupations et manifestations étudiantes. Elle y rencontre son ancien petit ami pisan, Franco Mari, qui se montre peu enthousiaste par ses écrits. Elle rencontre également Silvia, une fille solitaire ayant quelques difficultés pour s'occuper de son fils de quelques mois, pour ensuite découvrir que le père de l'enfant, qui les a abandonnés, n'est autre que Nino. Revenue à Naples, pour apprendre à sa famille son désir de se marier, une discussion éclate car le mariage ne se fera pas à l'église. Pour faire plaisir à sa mère et étouffer ses reproches (en partie financiers), Elena offre à la famille une télévision et le branchement au téléphone.

#### Chapitre 2 - La Fièvre
Elena retourne à Naples, où son futur mari la rejoint pour demander sa main à son père. Si son père est doux et approuve, sa mère est toujours dure et sévère, surtout après avoir appris précédemment qu'Elena ne se mariera que par une cérémonie civile. Pietro s'explique élégamment et convainc les parents d'Elena qu'il serait malhonnête de sa part et de son rapport à sa future femme de se marier à l'église sans croire en Dieu. Il lui offre la bague de sa grand-mère devant toute la famille attablée. Après le départ de Pietro, les chamailleries avec sa mère reprennent leur cours. Un soir, alertée par Pasquale et Enzo, elle se rend chez Lila, malade. Celle-ci se confie, lui raconte ses déboires à son travail dans l'usine de charcuterie que dirige Bruno Soccavo, son refus de se laisser exploiter, les actions syndicalistes à la suite de ses dénonciations reprises par le bulletin syndical, les échauffourées avec les fascistes, jusqu'à la découverte que Michele Solara a mis la main sur la gestion financière de l'entreprise par l'intermédiaire de prêts usuraires alimentant une fois de plus le carnet de créances de Manuela Solara.  Lila, devant ces révélations, démissionne. Devant toutes ces difficultés et la fatigue, elle tombe malade. À la fin du récit, elle fait promettre à Elena, de s'occuper de son fils, Gennaro, quoi qu'il arrive.

#### Chapitre 3 - Le Traitement
À la suite de cette visite et des conseils de sa belle-famille qui mettent en relation Enzo avec un futur employeur, Elena convainc Lila d'être examinée par des médecins spécialistes. Les deux femmes apprennent l'existence de la pilule contraceptive alors interdite en Italie, seulement disponible pour régler leur métabolisme féminin. Elles décident de la prendre, d'obtenir les ordonnances nécessaires (pour femmes mariées uniquement). Elena, en reprenant contact avec les gens de son âge au quartier, en particulier, Alfonso Carracci qui lui avoue son homosexualité et Gigliola dans son bel appartement avec vue sur la mer, s'aperçoit qu'ils ne vivent pas leur vie rêvée, toujours ballotés par les intérêts mafieux des Solara, et qu'elle a bien fait de partir de Naples. Enzo et Lila décident de revenir au quartier et cherche un appartement puisque Enzo va travailler pour IBM et que Lila n'a plus de travail. Entretemps, Lila a voulu présenter son fils à son propre père installé devant son échoppe, celui-ci fait semblant de ne pas la voir, ne s'adresse qu'à son petit-fils en insultant sa mère.

#### Chapitre 4 - Guerre froide
Lors d'une visite chez sa professeure Mme Galiani, qui veut voir également Lila, les deux amies découvrent Pasquale installée dans l'appartement, visiblement en couple avec Nadia. Ils reprochent à Lila et Elena d'avoir négocié avec le patron Soccavo plutôt que de continuer la lutte syndicale. La professeure qui les a entraînées dans son salon, semble douter de l'amour véritable d'Elena avec le bon parti que représente le fils Airota, semble indifférente au livre que lui offre Elena, dénigre le journal dans lequel elle écrit des articles, passe sans transition aux félicitations qu'elle adresse à Lila, dans le but manifeste d'opposer les deux amies dans leurs parcours de vie. Le mariage civil se passe à Florence dans l'intimité comme prévu, mais une fête surprise organisée par Marcella, proche des Airota, gêne les parents de Lila par un faste auquel ils ne sont pas habitués. Elena est présentée à des universitaires qui, lui apprennent, quand elle leur dit écrire sur la condition des femmes, qu'ils apprécient un nommé Antonio Sarratorre. Installés à Florence, leur premier bébé arrive quelques mois plus tard, nommée Adèle comme la mère de Pietro, et surnommée par eux, Dede. Occupée par l'éducation de sa fille, elle ne trouve pas le temps de se mettre à écrire, Pietro ne la déchargeant pas des charges domestiques et révélant une attitude machiste. Malgré l'embauche d'une aide-ménagère, son talent littéraire est en panne. À l'occasion d'une soirée avec des amis dont la sœur de Pietro, elle rencontre à nouveau un ingénieur rencontré à la fête du mariage qui lui rappelle qu'elle devait écrire des articles, mais qu'il ne trouve plus dans l'Unità. Lui avouant son manque de disponibilité dans le cadre familial, il lui propose d'utiliser son atelier comme bureau. Une aventure qui ne dure pas, la ramène vers son mari qui passe néanmoins ses nuits, dans son bureau, à écrire. 
Contactée par Lila, qui lui apprend les bagarres mortelles entre communistes et fascistes dans son quartier, et qui spécule sur la mort ancienne de Don Achille, Elena trouve l'inspiration pour rédiger son prochain livre. Elle soumet son tapuscrit à l'appréciation d'Adele, mais celle-ci, lors d'un entretien à Florence, lui avoue sa déception, tant au niveau du style que du contenu narratif et Pietro n'a pas daigné le lire. Lila, consultée, ne lui donne pas non plus un avis positif. Déçue, elle se réfugie dans les bras de son mari et vient une deuxième maternité, qui leur apporte Elsa, une seconde fille.

#### Chapitre 5 - La Terreur
Depuis le quartier de Naples, Carmela apprend à Elena que Gino le pharmacien a été tué, renforçant les bagarres entre fascistes et communistes, et qu'on accuse son frère Pasquale introuvable. Lila confirme également l'incendie qui a détruit le magasin des Solara, et lui rappelle son engagement à s'occuper de Gennaro en cas de besoin. Enzo amène donc Gennaro auprès d'Elena qui a prévu de partir en vacances à Viareggio, au bord de la mer avec ses filles. Sur fond des troubles des années de plomb avec l'attentat de la place de la Loggia de Brescia, Pasquale et Nadia débarquent sans prévenir à Florence chez Elena et Pietro sans que l'on sache, par la conversation engagée par Elena, d'où ils viennent et où ils iront ensuite. Pietro semble mis à l'écart et n'apprécie pas du regard les manières rustres de Pasquale qui se sert seul des boissons dans la cuisine sans qu'on l'y invite, qui lui donne des leçons d'ouvriers construisant, eux seuls, de leurs mains calleuses, les objets du Monde, crachant sur les  intellectuels. Nadia fait de même avec Elena, lui disant préférer Lila entre les deux, même si c'est cette dernière qui lui a pris Nino, lui rappelle Elena. Quand ils partent, laissant le malaise perdurer entre Elena (qui n'est plus Lenù, dit Pasquale) et son mari, une discussion qui se finit par une claque donnée par Pietro à sa femme qui lui rappelle qu'être bien-né ne fait pas connaître le monde. Dans la chaleur forte de l'été à Florence, l'arrivée d'Enzo amenant Gennaro, se passe tout autrement : accueil chaleureux, soirée de discussions entre le professeur et le technicien d'informatique qu'est devenu Enzo, lesquels s'apprécient l'un l'autre, contrebalançant la rencontre désastreuse avec Nadia et Pasquale. En fin de soirée, Elena s'entretient (en napolitain) avec Enzo, car elle s'inquiète pour Lila, mais cette dernière, pressentie par Michele pour l'informatisation de ses activités, devrait donner son accord et faire grimper leurs deux salaires. Poussé dans ses retranchements, Enzo avoue à Elena qui se doutait d'une affaire scabreuse concernant Lila, qu'un jour, elle a cru, comme elle ne le trouvait pas, Gennaro enlevé par Michele qui insiste toujours, jour après jour, pour l'embaucher, pour faire pression sur elle. Enzo, calmant les choses, reçoit aussi de la part de Michele une relance pour son embauche. Elle comprend alors pourquoi Lila lui a envoyé son fils. Alors à la plage à Viareggio, Elena apprend par le journal que Bruno Soccavo a été tué par balles près de son usine. Elle fait le rapprochement avec l'errance de Pasquale en dehors de Naples. Lila qu'elle contacte ne dit mais, et à la fin de la conversation téléphonique, elle s'aperçoit qu'elle a perdu de vue Dede et Gennaro partis jouer près d'un tronc d'arbre. Elle éprouve alors le même sentiment de perte, d'impuissance qu'avait subi son amie. Les retrouvant dans les ajoncs, elle découvre Gennaro montrant son pénis à Dede. Cela se termine au bar autour d'une glace et la réprobation de Dede envers sa mère.

#### Chapitre 6 - Devenir
À la suite d'une conversation animée avec Lila concernant Gennaro, Elena apprend le projet de mariage de sa sœur Elisa avec Marcello Solara. Arrivant au quartier natal de Naples, en partie pour ramener Gennaro à ses parents, voir la famille Greco, ils sont accueillis dans une réception surprise chez Marcello et Elisa qui vivent ensemble. La réception réunit toutes les membres des familles concernées et ces derniers les accaparent pour le repas et le logis alors qu'ils ont réservé un hôtel. La plus grande surprise pour Elena est de voir arriver Manuela Solara dont c'est l'anniversaire des 60 ans et un des objets de la réunion de famille et au sujet de laquelle Michele fait un éloge panégyrique appuyé au cours du repas. Elena apprend par l'intermédiaire de sa sœur ayant rencontré Antonio lors d'un voyage en Allemagne, qu'il travaille pour les Solara et que le livre de Lenù est, en lui donnant un exemplaire, édité en langue allemande, ce que sa maison d'édition avait omis de lui dire. Le lendemain, la visite de l'entrepôt informatisé est le prétexte aux confidences entre les deux amies qui s'isolent des hommes. Outre diverses anecdotes, Elena apprend que Nino est revenu à Naples, qu'il enseigne à l'université et qu'il est marié avec une héritière de la Banque d'Italie.

#### Chapitre 7 - Nouvel Essai
Pendant un oral à l'université, Pietro reprend vertement un étudiant sur son incapacité à répondre au sujet de l'interrogation et le recale. Ce dernier le menace alors d'un pistolet et Pietro, malgré sa peur visible, ne perd pas pied dans la situation. Il porte plainte malgré les remontrances de son père, car l'étudiant est le fils d'un de ses collègues. La violence s'installe partout. Franco et Silvia se font agresser sur un parking par les fascistes qui s'acharnent sur Franco et violent Silvia. Elena et ses filles arrivent à Milan pour le voir lui et Maria Rosa Airota. Franco, qui a perdu un œil, peine à se laisser consoler par Elena. Discutant avec Maria Rosa des attitudes des hommes envers les femmes, cherchant à les façonner telles qu'ils les veulent, celle-ci l'incite à reprendre l'écriture en y plaçant leurs réflexions, mais cela lui fait comprendre aussi qu'elle s'éloigne de Pietro qui a la même attitude envers elle. Les luttes féministes se développent, Elena rentrée à Florence, se documente dans la littérature pour son ouvrage futur. Un soir, Pietro amène un ami à la maison, c'est Nino. Invité à partager leur repas, Nino se montre plus attentif aux choses ménagères que Pietro, qui laisse habituellement sa femme s'en occuper. Pietro se sent obligé d'y participer sous l'étonnement de Dede qui en fait la remarque : « cela me fait bizarre de voir deux hommes faire la vaisselle. ». Nino promet de revenir la semaine suivante, mais ne revient pas comme prévu. Seul Pietro le rencontre, mais à l'Université. Pendant ce temps, Elena délaisse même ses lectures. Revenu à Florence, Nino invite toute la famille à manger des fritelle sur une terrasse de la porte San Miniato, Chez Luciano, haut lieu touristique, ce qui les sort de leur routine de citadins. Nino interroge Elena sur l'écriture de son prochain ouvrage et, la voyant stoppée dans son élan par sa vie de mère, se déroule une discussion sur les femmes étouffées sous les désirs des hommes et sous les tâches ménagères les empêchant de s'exprimer intellectuellement. Nino se pose en arbitre entre Elena et Pietro, lequel ne comprenant pas qu'on ne sache pas atteindre les objectifs qu'on se fixe. Le repas se termine et Pietro propose d'héberger Nino chez eux à son prochain passage à Florence, à la grande surprise d'Elena qui n'est pas consultée. En attendant son retour qui tarde, Elena se remet à l'écriture de son prochain ouvrage, s'isolant même de ses appels à Lila. Elle apprend, par Pietro, qu'ils sont restés en contact régulièrement et que Nino revient à Florence deux jours plus tard avec sa femme Eleonora et son fils Albertino. Elle devient soucieuse du regard que va porter sur elle, la femme de Nino et Nino lui-même. Les deux familles se rencontrent dans un musée (le Musée Stibbert. Déambulant dans les salles remplie d'armures, ils échangent des banalités et détails de leurs vies respectives. Elena en profite pour passer à Nino une première mouture de ses écrits quand il la questionne sur son travail d'écrivain. Revenu pour lui rappeler l'invitation de sa femme à faire les boutiques avec Elena, il la félicite sur ses écrits qu'il lui recommande de publier tels quels. Il reconnait s'être trompé sur des capacités intellectuelles qu'il croyait être chez Lila mais, en fait possédées par Elena, laquelle l'invite à séjourner chez eux à sa prochaine visite à Florence. Pendant leurs visites des boutiques de luxe, Eleonora avoue être un peu jalouse d'Elena car elle l'a connu depuis toujours mais en concluant qu'elle lui fait confiance.

#### Chapitre 8 - Celle qui fuit et celle qui reste
Les courses dans les boutiques de luxe finies, Elena revient au logis les bras chargés d'achats offerts par Eleonora. La vie reprend, l'écriture aussi. Elena place bien en vue sur son bureau une copie à lire pour Pietro. Maria Rosa l'encourage par téléphone et lui propose de traduire en français son texte qu'elle a reçu, avant que sa propre mère, Adele Airota, et qui l'a su, ne la contacte également.  Nino arrive plus tôt que prévu, prodige des commentaires élogieux à Elena ; l'appel d'Adele, pendant le repas, lui apprenant l'édition bilingue prochaine, et les commentaires acerbes de Nino à l'égard de Pietro sur son incapacité à en comprendre le sens, commence à éloigner Pietro de Nino.  Un ami de plus, qu'Elena accueille chez eux, né dans son même quartier napolitain et qui lui fait subir des attaques brillantes et cruelles, comme Pasquale avant lui.  Ce qu'il lui reproche se confirme par l'interrogatoire policier qu'il a subi au sujet de Pasquale et Nadia reconnus par les forces de l'ordre sur des photos après qu'il a porté plainte contre l'étudiant l'ayant menacé d'un pistolet. Nino le rappelle à sa position d'universitaire et non d'indicateur de police. Pietro fait profil bas sans répliquer, va dans sa chambre prendre ses gouttes et se coucher malgré l'invite de Dede à venir manger. Elena se rend bien compte que si les reproches de Nino à Pietro sont justifiés politiquement, il n'a pas à supplanter Elena dans ses échanges avec Pietro, car ce dernier ne peut se poser en exemple viril alternatif. Bien décidé à lui en parler, elle le rejoint dans sa chambre en pleine nuit, mais tombe dans ses bras, ce que Nino attendait. Reparti à Naples, Nino harcèle Elena de coups de téléphone, lui reproche de ne pas lui répondre alors qu'elle n'est pas au logis, évite de répondre au bout du fil quand il tombe sur Pietro. Dede n'est pas dupe de ces coups de téléphone qu'elle attribue, avec un regard inquisiteur et coquin, à un amoureux. Nino insiste tellement pour la voir qu'il revient à Florence et l'entraîne dans une promenade qui se traduit par des ébats amoureux dans la Renault 4L de Nino dans un chemin désert. Partis à la mer à Viareggio, Elena s'arrange, sous le prétexte d'avoir oublié des documents pour la correction de son livre, pour revenir seule à Florence. Après leurs ébats, Elena, soucieuse, se compare à Lila et interroge Nino à ce sujet lui rappelant ses dires lors de leur entrevue à Milan avant son mariage. Nino semble avoir oublié. Lors de leur aventure amoureuse reviennent leurs engagements réciproques envers leurs familles, apparemment plus préoccupants chez Elena que chez Nino. Celui-ci prévoyant d'aller à Montpellier pour une présentation littéraire, invite Elena à le suivre. Elle préfère lui dire qu'elle va l'oublier. Devant son insistance, elle le met au pied du mur : pour aller à Montpellier, elle va tout dire à Pietro et, lui, devra révéler sa liaison à sa femme Eleonora. Il essaie de rejeter cette échéance après leur voyage, prétextant la fragilité d'Eleonora. Devant l'insistance d'Elena, il semble renoncer alors qu'elle est bien décidée à quitter Pietro, qu'elle a bien tardé, car son ménage bat de l'aile. Comprenant qu'il ne l'aime pas vraiment, mais qu'il est seulement là pour des ébats sexuels, elle le chasse. Rentrée à Viareggio, Pietro la questionne de plus en plus sur ce qu'elle a fait à Florence, jusqu'à émettre des éléments de jalousie, ce qui énerve Elena qui dit en détester le principe, qu'elle qualifie « une maladie en plus des autres » à l'encontre de Pietro. Il insiste jusqu'à lui faire avouer que Nino est son amour d'enfance et que le revoir, la fait sortir de la morosité qu'il lui a fait subir depuis des années, une vie sans réels contacts avec d'autres personnes, mais par honte, ne lui avoue pas avoir fait l'amour avec Nino, comme il la questionnait à ce sujet. Rentrés à Florence, ils font chambre à part et compose l'illusion d'un couple uni pour les enfants. Inquiète de ne pas avoir de nouvelles de Nino, à l'occasion d'un coup de fil sans correspondant, car c'est Pietro qui décroche, elle compose le numéro de Nino, mais tombe sur sa femme Eleonora qui l'insulte vertement. Soucieuse d'abord, elle s'en réjouit car c'est, pour elle, la preuve que Nino l'aime « vraiment », puisqu'il s'est séparé de sa femme. Nino, qui la rappelle peu après, lui confirme la séparation et demande si, elle, en a fait de même. Cela pousse Elena à aller jusqu'au bout de l'aveu de son amour pour Nino, de vouloir se séparer de son mari. Furieux de cet aveu complet, Pietro se fâche et veut culpabiliser Elena en la forçant à avouer la situation de leur rupture à ses filles, et hésitant à nommer pour qui elle part, Dede dit : « Nino ». le lendemain, elle s'apprête à partir pour Rome retrouver Nino et prendre l'avion qui les emmènera à Montpellier. Un coup de fil de Lila l'oblige à annoncer à son amie la séparation d'avec Pietro, son amour enfin révélé pour Nino, son départ pour la France qui sera son premier vol en avion. Lila lui rappelle le côté toxique de celui-ci et qu'elle a tort d'avoir détruit les rêves qu'elle faisait, elle, pour son amie, de promotion sociale, de beau mariage. Elle lui annonce aussi que Manuela Solara a été assassinée et que cela a mis le feu au quartier. Nino et Elena s'envolent pour la France.

### Quatrième et dernière saison (2024)
La quatrième saison de dix épisodes est retransmise en premier sur la chaîne HBO du 9 septembre au 11 novembre 2024 (en langues originales avec sous-titres en anglais), puis sur la Rai 1 du 11 novembre au 9 décembre 2024. Elle est diffusée en France sur Canal + depuis le 11 août 2025.
1. La Séparation (La separazione / The Separation)
2. La Dispersion (La dispersione / Dispersion)
3. Les Compromis (I compromessi / Compromises)
4. Tremblement de terre (Terremoto / Earthquake)
5. La Fracture (La frattura / The Break)
6. La Lucidité (L’imbroglio / The Cheat)
7. Titre français inconnu (Il ritorno / The Return)
8. Titre français inconnu (L’indagine / The Investigation)
9. Titre français inconnu (La scomparsa / The Disappearance)
10. Titre français inconnu (La restituzione / The Restitution)

## Univers de la série

### Personnages
La série reprend tous les personnages de la saga.

### Familles
| La famille Cerullo - Père : Fernando (cordonnier) ; - Mère : Nunzia ; - 4 enfants : - Rino, Raffaella surnommée Lila, 3e enfant Cerullo, 4e enfant Cerullo. - 1 petit-fils : Dino (fils de Rino et Pinuccia) La famille Greco - Père : Vittorio (portier au tribunal de Naples) ; - Mère : Immacolata ; - 4 enfants : - Elena surnommée Lenù, Peppe, Gianni, Elisa. La famille Carracci - Père : Don Achille (propriétaire de l'épicerie) ; - Mère : Maria ; - 3 enfants : - Stefano, Alfonso, Pinuccia. - 1 petit-fils : Gennaro (fils de Stefano et Lila) La famille Peluso - Père : Alfredo (ancien menuisier) ; - Mère : Giuseppina ; - 4 enfants : - Pasquale (maçon), Carmela, 3e enfant Peluso, 4e enfant Peluso. La famille Sarratore - Père : Donato (cheminot / écrivain) ; - Mère : Lidia ; - 5 enfants : - Nino, Marisa, Pino, Clélia, Ciro. - 1 petit-fils : Albertino (fils de Nino et Eleonora) | La famille Cappuccio - Père Cappuccio : mort (dans le premier épisode) ; - Mère : Mélina ; - 4 enfants : - Antonio, Ada, 3e enfant Cappuccio, 4e enfant Cappuccio. La famille Scanno - Père : Nicola (vendeur de fruits et légumes) ; - Mère : Assunta ; - 3 enfants : - Enzo, 2e enfant Scanno, 3e enfant Scanno. La famille Solara - Père : Silvio (propriétaire bar / pâtisserie) ; - Mère : Manuela ; - 2 enfants : - Michele, Marcello. La famille Spagnuolo - Père : M. Spagnuolo ; - Mère : Rosa ; - 3 enfants : - Gigliola, 2e enfant Spagnuolo, 3e enfant Spagnuolo. La famille Airota. - Père : Guido ; - Mère : Adele ; - 2 enfants - Maria Rosa, Pietro - 2 petites-filles : Dede et Elsa (filles de Pietro et Elena) |

### Lieux emblématiques visibles dans les différents plans
Naples
Ruelles, quartieri et  rioni — la Via Chiaia, la Piazza dei Martiri, le Corso Emanuele, la Via Posillipo, San Giovanni a Teduccio et la Via Tasso, le Palais San Giacomo — Ischia et  la plage des Maronti et le village de Barano d'Ischia... 
Pise
Le lungarno, le Palazzo della Carovana, bibliothèque de l'école normale supérieure. 
Turin
Le lieu de vie de la narratrice entraperçu depuis ses fenêtres.
Milan
La Galleria Vittorio Emanuele II et la Piazza del Duomo
Florence
La Piazza della Signoria, la Piazza Santa Croce, la Piazza della Santissima Annunziata proche de leur appartement — les nouveau-nés sculptés en Terracotta invetriata de la façade du Spedale degli Innocenti à chacune des naissances, le musée Stibbert et sa cavalcade — les bagni de Viareggio — la Porte San Miniato — le débarcadère sur l'Arno près des Offices...

## Accueil

### Critiques
Sept millions de spectateurs (30 % de parts du marché italien) ont regardé les premiers épisodes. La série a reçu de très bonnes critiques. En Italie, la presse a parlé de chef-d'œuvre. Aux États-Unis, Emily Nussbaum (en), critique de télévision pour le New Yorker, a loué le travail d'adaptation de l'équipe.
Pour Le Monde, la série « rappelle inévitablement les meilleures heures du cinéma néoréaliste italien ».

## Film documentaire
L'aventure vécue par les deux actrices principales est présentée dans le film documentaire La mia amica geniale (2018), écrit et réalisé par Clarissa Cappellani.